# 香月明美
香月明美（英語：Akemi Barbara Katsuki，1987年5月16日—） ，出生於巴西，巴西與日本混血模特兒，曾獲得《亞洲超級名模生死鬥》第三季第四名，目前主要在台灣活動。

## 感情生活
曾與紐西蘭籍混血藝人錦榮於2019年交往至少五個月。
2022.02.22與圈外法籍男友登記結婚。

## 演出作品

### 電視劇
- 民視無線台、衛視中文台《黑糖瑪奇朵》（2007年）
- 民視無線台《愛情ATM》（2013年）

### 電影
- 2022年：《女優，摔吧！》飾 殺人機器

### 音樂錄影帶
- 2006年：林俊傑《熟能生巧》
- 2011年：蘇見信《遠得要命的愛情》
- 2014年：魏晨《你身邊的》

## 主持作品

### 電視節目
- 亞洲旅遊台《王子的移動城堡II》（2018年）

## 出版作品

### 雜誌
- 《質男幫》
- 《瀟灑》
- 《Next》
- 《Men's Uno》
- 《時尚》
- 《Elle》
- 《哈潑時尚》
- 《費加羅》
- 《柯夢波丹》
- 《儂儂》
- 《唯妳時尚》
- 《茉莉》

## 廣告
- 伯布森牛仔服飾
- 華歌爾內衣
- 微風廣場
- Ed Hardy
- 味之素Vono濃湯
- 愛鮮家水果醋方
- 愛之味雙健茶王
- 美麗爾診所
- 諾貝爾眼科
- 露得清
- 小白鯊
- D&D Jewelry
- La Felino
- 奇迹
- 美國西北櫻桃
- 詩德登牛仔
- 雅芳
- 芭比布朗
- 三陽機車
- 伏可艾碧斯
- 麥當勞麥香魚
- 遠傳電信大雙網
- 卡尼爾Body Light
- 美琪生技
- 華碩ZenFone 3 Deluxe
- 健身工廠

## 外部連結
- 香月明美的Facebook專頁
- 香月明美的Instagram帳戶
- 香月明美在豆瓣上的资料（简体中文）